# جرافنفورث
جرافنفورث (بالألمانية: Grafenwörth) هي بلدية في منطقة تولن في ولاية النمسا السفلى.